# Anicka van Emden
Anicka van Emden (ur. 10 grudnia 1986 w Hadze) – holenderska judoczka, brązowa medalistka igrzysk olimpijskich, dwukrotna brązowa medalistka mistrzostw świata i wicemistrzyni Europy.
Największym sukcesem zawodniczki jest brązowy medal igrzysk olimpijskich w Rio de Janeiro. W 2011 zdobyła brązowy medal mistrzostw świata w Paryżu w kategorii do 63 kg, wynik powtórzyła na mistrzostwach świata w Rio de Janeiro w kategorii do 63 kg.

## Osiągnięcia

### Igrzyska olimpijskie
| Igrzyska olimpijskie | Data            | Kategoria | Miejsce |
| -------------------- | --------------- | --------- | ------- |
| Rio de Janeiro 2016  | 9 sierpnia 2016 | do 63 kg  |         |